# LAMP1
LAMP1 (англ. Lysosomal associated membrane protein 1) – білок, який кодується однойменним геном, розташованим у людей на короткому плечі 13-ї хромосоми. Довжина поліпептидного ланцюга білка становить 417 амінокислот, а молекулярна маса — 44 882.
| 10         |  | 20         |  | 30         |  | 40         |  | 50         |
| ---------- |  | ---------- |  | ---------- |  | ---------- |  | ---------- |
| MAAPGSARRP |  | LLLLLLLLLL |  | GLMHCASAAM |  | FMVKNGNGTA |  | CIMANFSAAF |
| SVNYDTKSGP |  | KNMTFDLPSD |  | ATVVLNRSSC |  | GKENTSDPSL |  | VIAFGRGHTL |
| TLNFTRNATR |  | YSVQLMSFVY |  | NLSDTHLFPN |  | ASSKEIKTVE |  | SITDIRADID |
| KKYRCVSGTQ |  | VHMNNVTVTL |  | HDATIQAYLS |  | NSSFSRGETR |  | CEQDRPSPTT |
| APPAPPSPSP |  | SPVPKSPSVD |  | KYNVSGTNGT |  | CLLASMGLQL |  | NLTYERKDNT |
| TVTRLLNINP |  | NKTSASGSCG |  | AHLVTLELHS |  | EGTTVLLFQF |  | GMNASSSRFF |
| LQGIQLNTIL |  | PDARDPAFKA |  | ANGSLRALQA |  | TVGNSYKCNA |  | EEHVRVTKAF |
| SVNIFKVWVQ |  | AFKVEGGQFG |  | SVEECLLDEN |  | SMLIPIAVGG |  | ALAGLVLIVL |
| IAYLVGRKRS |  | HAGYQTI    |  |            |  |            |  |            |

A: Аланін

C: Цистеїн

D: Аспарагінова кислота

E: Глутамінова кислота

F: Фенілаланін

G: Гліцин

H: Гістидин

I: Ізолейцин

K: Лізин

L: Лейцин

M: Метіонін

N: Аспарагін

P: Пролін

Q: Глутамін

R: Аргінін

S: Серин

T: Треонін

V: Валін

W: Триптофан

Кодований геном білок за функціями належить до рецепторів клітини-хазяїна для входу вірусу, рецепторів. 
Задіяний у такому біологічному процесі як взаємодія хазяїн-вірус. 
Локалізований у клітинній мембрані, мембрані, лізосомі, ендосомах.